# Kościół św. Mikołaja we Wrocławiu
Kościół św. Mikołaja (niem.: St. Nikolai Kirche, Nikolaikirche) – kościół, który znajdował się na zachodnim przedmieściu Wrocławia – Szczepinie (pl. św. Mikołaja). Wielokrotnie niszczony i odbudowywany. Ostatecznie zniszczony podczas II wojny światowej.

## Historia
Pierwsza kaplica w osadzie Nabytyń została wzniesiona w XII w. dla tkaczy walońskich zamieszkujących osadę. Kaplica została rozbudowana przez księcia śląskiego Bolesława Wysokiego, który w 1175 wraz z przyległym zajazdem przekazał ją cystersom z Lubiąża. Wedle wzmianki z 1263 kaplica przeszła w 1217 na własność wrocławskiego biskupa i uległa zniszczeniu w czasie najazdu mongolskiego w 1241.
W połowie XIII wieku, w miejscu późniejszego placu św. Mikołaja, powstał gotycki jednonawowy, czteroprzęsłowy kościół z prosto zamkniętym prezbiterium i wieżą. Budynek kościoła został uszkodzony w wojnach husyckich, lecz odnowiony w 1428. Ponieważ podlegał bezpośrednio biskupowi, jako jeden z niewielu kościołów parafialnych pozostał w dobie reformacji w ręku katolików i przetrwał do początku XIX wieku.
20 grudnia 1806 leżący na bezpośrednim przedpolu obleganej przez napoleońskie wojska twierdzy, kościół uległ niemal całkowitemu zniszczeniu (wedle jednych źródeł na skutek ostrzału, według innych został celowo zniszczony przez broniące miasta wojska pruskie). Zachowane prezbiterium było prowizorycznie wykorzystywane jako kaplica, a parafianie korzystali z pojoannickiego kościoła Bożego Ciała.
24 listopada 1870 rozpoczęto budowę nowego neogotyckiego kościoła, który został konsekrowany 24 września 1883. Jednonawowy kościół posiadał krótki transept, trzy przęsła nawy, zamknięte trójbocznie krótkie prezbiterium i sklepienia krzyżowo-żebrowe (na skrzyżowaniu naw gwiaździste) oraz sygnaturkę. Na osi nawy, być może w nawiązaniu do formy poprzedniego kościoła, powstała smukła wieża nakryta stożkowym hełmem.
W czasie oblężenia Wrocławia w 1945 kościół został trafiony w południowe skrzydło transeptu. Silnie uszkodzona budowla została rozebrana po wojnie. Parafię św. Mikołaja przeniesiono do kościoła św. Antoniego, zaś po powstaniu wielkopłytowego osiedla Szczepin, w 1986 powstała w bezpośrednim sąsiedztwie dawnego kościoła nowa świątynia pod wezwaniem Chrystusa Króla. W jej dolnej kondygnacji znalazła się kaplica św. Mikołaja.